# تصنيف ملاءمة الأراضي
تصنيف ملاءمة الأراضي هو أسلوب لتقييم التربة، تم تطويره من قِبل منظمة الأغذية والزراعة (فاو).
وقد ذكرت منظمة الأغذية أن ملاءمة الأراضي هي صلاحية نوع معين من الأرض لاستخدام محدد. ويمكن النظر في الحالة الراهنة للأرض أو بعد التحسينات. وتعد عملية تصنيف ملاءمة الأراضي عبارة عن تقييم وتصنيف مناطق محددة من الأراضي من حيث ملاءمتها لاستخدامات محددة.

## البنية
تحتفظ كل فئة بمعناها الأساسي في سياق مختلف التصنيفات، وكما ينطبق على أنواع مختلفة من استخدام الأراضي. وهناك أربع فئات تدريجية تم تعميمها:
- 1. رتب ملاءمة الأراضي: تعكس أنواع الملاءمة.

2*. فئات ملاءمة الأراضي: تعكس درجات الملاءمة داخل الرتب.
- 3. الفئات الفرعية لملاءمة الأراضي: تعكس أنواع القيود أو الأنواع الرئيسية لإجراءات التحسين المطلوبة داخل الفئات.
- 4. وحدات ملاءمة الأراضي: تعكس الاختلافات الطفيفة في الإدارة المطلوبة داخل الفئات الفرعية

### رتب ملاءمة الأراضي
تشير رتب ملاءمة الأراضي إلى ما إذا كان يتم تقييم الأراضي باعتبارها مناسبة أو غير مناسبة للاستخدام قيد النظر. هناك رتبتان تم تمثيلهما في خرائط وجداول وما إلى ذلك بواسطة الرمزين S وN على التوالي.
- الرتبة S: ملائمة. الأرض التي من المتوقع أن يحقق الاستخدام المؤدى ببراعة عليها من النوع قيد النظر فوائد، والتي تبرر المدخلات دون مخاطر غير مقبولة على موارد الأرض.
- الرتبة N: غير ملائمة. الأرض التي لديها صفات تبدو أنها تعيق الاستخدام البارع للنوع قيد النظر.

ويمكن تصنيف الأراضي باعتبارها غير ملائمة لاستخدام معين لعدد من الأسباب. وقد يكون من بين هذه الأسباب أن الاستخدام المقترح غير عملي من الناحية التقنية، مثل ري الأراضي الصخرية شديدة الانحدار أو أنها ستسبب تدهورًا بيئيًا شديدًا مثل زراعة المنحدرات شديدة الانحدار. وفي كثير من الأحيان، يكون السبب اقتصاديًا: أي أن قيمة الفوائد المتوقعة لا تبرر التكاليف المتوقعة للمدخلات المطلوبة.

### فئات ملاءمة الأراضي
تعكس فئات ملاءمة الأراضي درجات الملاءمة. ويتم ترتيب الفئات على التوالي، بالأرقام العربية، في تسلسل من الدرجات التنازلية للملاءمة داخل الرتبة. وداخل الرتبة «ملائم» لا يتم تحديد عدد الفئات. وقد يكون هناك، على سبيل المثال، اثنان فقط S1 وS2. يجب الاحتفاظ بعدد الفئات المعترف بها، بحيث لا تقل عن الحد الأدنى اللازم لتلبية الأهداف التفسيرية؛ وربما تكون خمس فئات هي العدد الأكثر استخدامًا على الأرجح.
إذا تم التعرف على ثلاث فئات داخل الرتبة «ملائمة»، كما يُوصى بذلك غالبًا، فقد تكون الأسماء والتعريفات التالية مناسبة في التصنيف النوعي:
- الفئة S1 ملائمة للغاية: لا تنطوي الأرض على أي قيود هامة أمام التطبيق المستدام لاستخدام معين، أو أنها تنطوي على قيود بسيطة لن تقلل الإنتاجية أو الفوائد بشكل كبير ولن ترفع المدخلات فوق المستوى المقبول.
- الفئة S2 ملائمة بشكل معتدل: تنطوي الأرض على قيود تكون في مجملها شاقة بشكل متوسط أمام التطبيق المستدام لاستخدام معين؛ وسوف تعمل القيود على تقليل الإنتاجية أو الفوائد وزيادة المدخلات المطلوبة إلى الحد الذي سوف تكون فيه الميزات العامة التي من المتوقع الحصول عليها من الاستخدام، وإن كانت لا تزال جذابة، أقل قيمة بشكل ملحوظ من تلك الميزات المتوقعة من أراضي الفئة S1.
- الفئة S3 ملائمة بشكل هامشي: تنطوي الأرض على قيود في مجملها شاقة أمام التطبيق المستدام لاستخدام معين، وبالتالي سوف تقلل الإنتاجية أو الفوائد أو سوف تزيد المدخلات المطلوبة، الأمر الذي يجعل هذه النفقات مبررة بشكل محدود فقط.

وتوجد عادة داخل الرتبة «غير ملائمة»، فئتان:
- الفئة N1 غير ملائمة حاليًا: تنطوي الأرض على قيود قد يمكن التغلب عليها في وقت ما ولكن يتعذر تصحيحها بالمعرفة الحالية وبالتكلفة المقبولة حاليًا؛ القيود شاقة للغاية للحيلولة دون تحقيق الاستخدام المستدام الناجح للأرض على نحو معين.
- الفئة N2 غير ملائمة بشكل دائم: تنطوي الأرض على قيود تبدو قاسية للغاية على نحو يحول دون أي احتمالات للاستخدام المستدام الناجح للأرض بطريقة معينة.